# Doute (Roussel)
Pour les articles homonymes, voir Doute (homonymie).
Doute est une œuvre pour piano d'Albert Roussel composée en 1919.

## Présentation
Le manuscrit de Doute est daté du 30 septembre 1919.  
La partition est écrite pour piano et publiée le 15 décembre 1919 dans le numéro IV de la revue Les Feuillets d'art, puis, en 1948, par Durand en édition séparée.  
L’œuvre est dédiée à Claude Duboscq.   
La création se déroule à Paris, salle de la Société des concerts (ancien Conservatoire), le 15 mai 1920 à la Société nationale de musique avec Madeleine Fourgeaud-Grovlez au piano.

## Analyse
Harry Halbreich considère la pièce comme une « page sombre, chromatique et tortueuse, aux âpres dissonances, se terminant sur une quarte augmentée non résolue », et remarque que dans son austérité et sa puissance elle « annonce la Deuxième symphonie  — alors en gestation ».    
Plus que le doute évoqué par le titre de l’œuvre, Guy Sacre y entend « une sourde angoisse que traduisent ces deux pages (en ut mineur, assez lent) où, sur un sinueux accompagnement de croches, monte lentement du grave une plainte douloureuse, d'abord à une voix, peu à peu hérissée de cruelles secondes, élargie en accords, et retombant, pour finir, dans le registre désolé où elle est partie, — le triton final confessant que ni ce doute n'est levé, ni cette souffrance endormie... »
Dans le catalogue des œuvres du compositeur établi par la musicologue Nicole Labelle, la pièce porte le numéro L 24. 
La durée moyenne d'exécution de Doute est de quatre minutes environ.

## Discographie
- « Albert Roussel, l'intégrale pour piano », Lucette Descaves (piano), 2 disques 33t, Versailles MEDX12011 et MEDX12012, 1959[8],[9].
- « Albert Roussel, intégrale de l'œuvre pour piano », 2 disques 33t, Jean Boguet (piano), Belvédère BEL 1111 et BEL 1112, 1969[10],[9].
- Roussel : Promenade sentimentale, Complete Piano Music, Emanuele Torquati (piano), Brilliant Classics 94329, 2012[11].
- Roussel : Piano Music Vol. 1, Jean-Pierre Armengaud (piano), Naxos 8.573093, 2013[12].

### Ouvrages généraux
- Alfred Cortot, La Musique française de piano, Paris, Presses universitaires de France, coll. « Quadrige » (no 25), 1981 (1re éd. 1937), 764 p. (ISBN 2-13-037278-3, OCLC 612162122, BNF 34666356), « L'œuvre pianistique d'Albert Roussel », p. 591–617.
- Michel Duchesneau, L'Avant-garde musicale et ses sociétés à Paris de 1871 à 1939, Paris, Mardaga, 1997, 352 p. (ISBN 2-87009-634-8).
- Harry Halbreich, « Albert Roussel », dans François-René Tranchefort (dir.), Guide de la musique de piano et de clavecin, Paris, Fayard, coll. « Les Indispensables de la musique », 1987, 867 p. (ISBN 978-2-213-01639-9, OCLC 17967083), p. 621-624.
- Guy Sacre, La musique pour piano : dictionnaire des compositeurs et des œuvres, vol. II (J-Z), Paris, Robert Laffont, coll. « Bouquins », 1998, 2998 p. (ISBN 978-2-221-08566-0), p. 2335-2345.

### Monographies
- Françoise Andrieu, « Catalogue des œuvres », dans École normale de musique de Paris, Jean Austin (dir.), Albert Roussel, Paris, Actes Sud, 1987, 125 p. (ISBN 2-86943-102-3), p. 46–95.
- Nicole Labelle, Catalogue raisonné de l'œuvre d'Albert Roussel, Louvain-la-Neuve, Département d'archéologie et d'histoire de l'art, Collège Érasme, coll. « Publications d'histoire de l'art et d'archéologie de l'Université catholique de Louvain » (no 78), 1992, 159 p.
- Damien Top, Albert Roussel, Paris, Bleu nuit éditeur, coll. « Horizons » (no 53), 2016, 176 p. (ISBN 978-2-35884-062-0).